# Poulx
Poulx là một xã trong vùng Occitanie. Xã Poulx nằm ở khu vực có độ cao trung bình 200 mét trên mực nước biển.